# Nutrició en el pacient quirúrgic
La nutrició en el pacient quirúrgic comprèn els diferents mecanismes i consideracions per a l'alimentació dels pacients que acaben de passar per una operació. La nutrició és diferent de la dieta de qualsevol persona. Té uns requeriments molt diferents. Per això sempre cal fer un suport nutricional.

## Desnutrició en pacients quirúrgics
Els pacients que han patit una agressió quirúrgica pateixen de desnutrició per tres causes: per l'augment del metabolisme basal (que pot arribar a duplicar-se en el cas dels grans cremats), per disminució d'ingesta i per la pèrdua de nutrients sigui per fístules, problemes digestius o manca d'absorció intestinal.
Així doncs, el pacient quirúrgic necessita unes atencions especials pel que fa a la seva nutrició.

## Resposta metabòlica al dejuni
- Dejuni curt (5 dies):
  - Depleció del glucogen hepàtic.
  - Gluconeogènesi hepàtica a partir dels aminoàcids, lactat i glicerol.
  - Lipòlisi
  - Proteòlisi d'uns 75 g/dia, que hidratades representen 375g/dia. És a dir, cada dia es perden 375 grams de múscul. Això dona lloc a aminoàcids que podran ser emprats pel fetge per crear glucosa (sobretot a partir de l'alanina). A més a més el nitrogen, al ronyó, es rebutja en forma d'amoni, important per contrarestar l'acidosi que es crea a l'emprar cossos cetònics.
  - Augment de l'excreció de nitrogen per l'orina
- Dejuni llarg (fins a un màxim de 60 dies):
  - Disminueix la despesa energètica.
  - Disminueix la proteòlisi.
  - Excreció de nitrogen per l'orina de 4-5 g/dia.
  - Font principal d'energia: cossos cetònics. Pot portar a una acidosi metabòlica.

Hi ha una resposta catabòlica general. Per revertir aquesta situació el millor a fer és tractar la causa de la situació sigui una ferida, una inflamació o una infecció.

## Despesa energètica
- Despesa energètica basal:
  - En homes es calcula per la fórmula: DEB (Kcal/dia)=66+[13,7 x pes (kg)] + [5 x alçada (cm)] – [6,8 x edat (anys)]
  - En dones es calcula per la fórmula: DEB (Kcal/dia)=65+[9,6 x pes (kg)] + [1,7 x alçada (cm)] – [4,7 x edat (anys)]
- Despesa energètica: 
  - En repòs: 25-30 x pes en kg
  - En agressió quirúrgica:
    - x1,2 en cirurgia electiva
    - x1,5 en sèpsia
    - x 2 en grans cremats

## Suport nutricional

### Nutrició enteral
- Indicacions de la nutrició enteral:
  - Desnutrició calòrico-proteica amb ingesta oral inadequada
  - Estat nutricional correcte però amb disminució important de la ingesta
  - Disfàgia severa
  - Grans cremats
  - Fístules de baix dèbit (pèrdua d'aliments per una comunicació del tub digestiu amb l'exterior.
  - Traumatisme major
- Contraindicacions: 
  - Obstrucció intestinal completa
  - Distensió abdominal
  - Diarrea severa
  - Hemorràgia digestiva
  - Fístules d'alt dèbit
  - Pancreatitis aguda severa
  - Xoc
- Vies d'administració:
  - Sonda nasogàstrica
  - Gastrostomia
  - Sonda nasoentèrica
  - Jejunostomia quirúrgica

### Nutrició endovenosa
- Indicacions:

Cal tenir en compte que la via endovenosa admet solucions hipertòniques sense problema. En canvi a la via perifèrica s'ha de diluir la solució amb sèrum per a evitar hi hagi una trombosi a la vena; així doncs s'ha d'acompanyar de molt volum.
1. Venosa central:
  1. Suport nutricional exclusiu per més de 10 dies
  2. Administració de nutrients a pacients amb augment de necessitats però amb necessitat de restricció de líquids.
  3. Suport a pacients amb fallides uni o multiorgàniques amb limitat volum de líquids
2. Venosa perifèrica:
  1. Iniciar la nutrició fins a la col·locació d'una via central (menys de 5 dies)
  2. Problemes amb les vies centrals.
  3. Suplementar una nutrició enteral inadequada per disfunció digestiva.
  4. Es poden arribar a cobrir necessitats gairebé basals si els pacients toleren 2.5-3l/dia.

- Contraindicacions:
  - Sobrecàrrega de volum
  - Dèficit d'àcids grassos essencials
  - Acidosi metabòlica
  - Descompensació iònica
  - Coma hiperosmolar
  - Complicacions infeccioses: el punt d'infecció més freqüent és la connexió entre el catèter i l'equip d'infusió.
  - Complicacions mecàniques: lesions, embolismes aeris, trombosis venoses i fístules arteriovenoses, pèrdua del catèter amb perforació cardíaca...